# Зорја
Зорица Пајић (Београд, 5. септембар 1996), позната као Зорја, српска је певачица. Популарност и препознатљивост у јавности стиче учешћем у музичком такмичењу Звезде Гранда. По завршетку такмичења уследила су њена два учешћа на Песми за Евровизију, прво 2022. године са песмом Зорја и друго 2024. са песмом Лик у огледалу, оба пута освојивши 3. место. У међувремену је издала неколико синглова.

## Биографија
Рођена је 5. септембра 1996. у Београду. Како каже, одувек је волела сцену, глуму, певање, свирање и плес. Одмалена је ишла на фолклор и певала у етно групи. Најпре је ишла у музичку школу „Јосиф Маринковић”, а потом је завршила Факултет музичке уметности у Београду, одсек виолина. Док је студирала, певала је и свирала виолину на београдским и новосадским улицама и већ је тада била уочена на порталима, док је певала етно и свирала класичну музику. Тако jе зарађивала новац за школовање. Посебно је био запажен и постао је виралан њен видео клип на Јутјубу када је са новинаром Алексејом из Сибира отпевала песму Ој, Косово, Косово и српску химну Боже Правде.
Када је бирала свој псеудоним, одлучила се да то буде Зорја (Зора-Зарја) јер је она у словенској митологији богиња јутарње светлости, рађања и нових почетака.
Како Зорја наглашава, музички узор јој је Бијонсе. Она је снајка популарног српског глумца Милана Јелена Пајића.

### Звезде Гранда
Прве вечери свог учешћа на такмичењу Звезде Гранда Зорја је побрала све симпатије, посебно је запањила обрада песме Танго, групе Негатив. У току такмичења отвара свој Јутјуб канал и поставља влогове. Видео записи њених наступа броје милионске прегледе, а такмичење је завршила као петопласирана кандидаткиња по броју гласова публике. 
Њена прва песма Лутка од порцелана је уследила након такмичења, песму је компоновао Мили, њен ментор из такмичења.

### Соло каријера
Након успеха у Звездама гранда, Курир телевизија је унајмила Зорју како би снимила насловну нумеру за нови ријалити програм „Бар”. Тада је објављена песма Желим.
Иступила је у кампањи кладионица Меридиан против насиља у породици.

### Песма за Евровизију
Зорја Пајић се са песмом Зорја и пласирала се у финале. У финалу после наступа са групом Луча завршава на 3. месту. Песму је написала уз помоћ свог супруга Лазара Пајића који је такође музичар и тренутно завршава свој докторат у Немачкој, док пратеће вокале пева Сања Вучић. Певачица је објаснила да име песме не указује на самољубље, већ на „самообјашњавање", описује свој пут од Зорице, која је пролазила разне препреке до Зорје, која је свесна свог талента и спремна да га покаже. Песма говори о проналаску себе, остављању свега лошег у прошлости и победи над самим собом. Након само годину дана каријере, Зорја је постигла огроман успех. У 1. полуфиналу, Добила је 10 поена од жирија и 12 поена од публике, што је ставља на врх табеле 1. полуфинала. Док је у финалу заузела 3. место, након Саре Јо и Констракте.
Године 2024. учествује на Песми за Евровизију '24 са песмом Лик у огледалу. У финалној вечери је завршила на трећем месту.

## Награде и номинације
| Година | Награда                 | Категорија       | Рад            | Исход      | Реф.   |
| ------ | ----------------------- | ---------------- | -------------- | ---------- | ------ |
| 2022.  | Песма за Евровизију ’22 |                  | Зорја          | 3. место   | [ 13 ] |
| 2023.  |                         | Урбан поп нумера | Лавине         | Номинација | [ 14 ] |
| 2023.  | нумера                  | Зорја            | Освојено       | [ 15 ]     |        |
| 2024.  | Песма за Евровизију ’24 |                  | Лик у огледалу | 3. место   | [ 16 ] |

## Дискографија

### Албуми
- Ја сам она (2025)

### Синглови
| Година | Наслов                        | Албум                                      |
| ------ | ----------------------------- | ------------------------------------------ |
| 2021.  | Лутка од порцелана            | сингл без албума                           |
| 2021.  | Желим                         | сингл без албума                           |
| 2022.  | Зорја                         | сингл без албума                           |
| 2022.  | Лавине                        | сингл без албума                           |
| 2022.  | Соло                          | сингл без албума                           |
| 2022.  | Yıldızların Altında           | Музика из филма Да ли сте видели ову жену? |
| 2023.  | Срце бесно                    | сингл без албума                           |
| 2023.  | Две ватре (са Игором Симићем) | сингл без албума                           |
| 2024.  | Лик у огледалу                | сингл без албума                           |
| 2024.  | Као ти                        | сингл без албума                           |
| 2024.  | Што те нема                   | сингл без албума                           |
| 2024.  | Не знам                       | сингл без албума                           |